# Чермашенцев Антон Вікторович
Чермашенцев Антон Вікторович (21 червня 1976) — російський академічний веслувальник.
Бронзовий призер Олімпійських Ігор 1996 року в складі вісімки, учасник 2000 року.